# Gebhard Werner von der Schulenburg

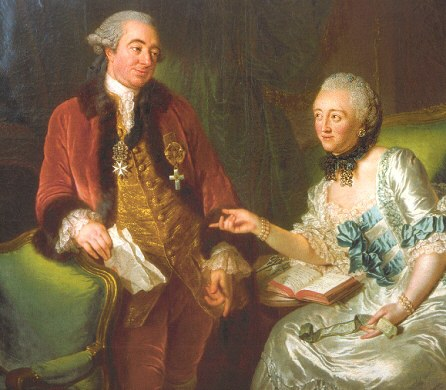
Graf Gebhard Werner mit Ehefrau Sophie Charlotte

Gebhard Werner Graf von der Schulenburg-Wolfsburg (* 20. Dezember 1722 auf Schloss Wolfsburg; † 23. August 1788 ebenda) war bereits im Alter von 28 Jahren Hofmarschall am preußischen Hofe unter Friedrich dem Großen und behielt die Stellung bis zu dessen Tod 1786. Er begründete den Wolfsburger Zweig des Beetzendorfer Astes des Adelsgeschlechts von der Schulenburg.

## Leben
Gebhard Werner wurde als viertes von 15 Kindern von Adolph Friedrich Graf von der Schulenburg (1685–1741) und Anna Adelheit Catharina von Bartensleben (1699–1756) geboren. Als seine Mutter 1742 Alleinerbin der Bartenslebischen Güter einschließlich von Schloss Wolfsburg wurde, war Sohn Gebhard Werner der erste Spross der Wolfsburger Linie derer von der Schulenburg. Im Alter von 21 Jahren ging er 1743 an die Universität Helmstedt und später nach Leipzig, wo er in die Freimaurerloge Minerva zu den drei Palmen aufgenommen wurde. 1746 wurde er preußischer Legationsrat und 1750 erst 28-jährig Hofmarschall unter Friedrich dem Großen. Diese Karriere beruhte auf einem besonderen Vertrauensverhältnis. Bereits ihre Väter Friedrich Wilhelm I. von Preußen und Adolph Friedrich von der Schulenburg hatten eine vertrauensvolle Beziehung zueinander.
Während seiner Amtszeit führte Gebhard Werner als Diplomat hochpolitische Missionen im Auftrage seines Königs durch. Mehrere Jahre war er preußischer Gesandter in Stuttgart am Hofe des Herzogs Carl Eugen von Württemberg. Aufgrund seiner diplomatischen Verdienste wurde er 1776 zum "Wirklichen Geheimen Staats- und Kriegsminister" ernannt. Dies war die höchste Beamtenstellung im preußischen Staat. Die Position hatte aber eher repräsentativen Charakter, da es ein Staatsministerposten ohne Geschäftsbereich war. Graf Gebhard Werner verbrachte seine letzten Lebensjahre auf Schloss Wolfsburg. Er wurde 1788 in der Familiengruft derer von der Schulenburg in der Patronatskirche St. Marien nahe dem Schloss im heutigen Alt-Wolfsburg bestattet.
Am 10. Februar 1757 heiratete er in Harbke Sophie Charlotte von Veltheim (* 26. Januar 1735; † 13. November 1793). Söhne aus dieser Ehe:
- Carl Friedrich Gebhard (1763–1818), Haupterbe, ⚭ 1789 Wilhelmine von Münchhausen (1769–1832)
- Werner (1772–1806) ⚭ 1802 Karoline Freiin von Friesen (1781–1857), Tochter von Johann Georg Friedrich von Friesen